# Orgilus festivus
Orgilus festivus är en stekelart som beskrevs av Papp 1975. Orgilus festivus ingår i släktet Orgilus och familjen bracksteklar. Inga underarter finns listade i Catalogue of Life.